# Ronei Gleison Rodrigues dos Reis
Ronei Gleison Rodrigues dos Reis, meglio noto come Roni (São José dos Campos, 26 gennaio 1991), è un calciatore brasiliano, centrocampista del Catanduva.

## Caratteristiche tecniche
È un esterno sinistro.

## Carriera

### Club
Cresciuto nelle giovanili del Mogi Mirim, ha esordito il 24 giugno 2012 in un match vinto 2-1 contro il Cerâmica.

## Statistiche

### Presenze e reti nei club
Statistiche aggiornate al 7 luglio 2017.
| Stagione           | Squadra            | Campionato         | Campionato | Campionato | Coppe nazionali | Coppe nazionali | Coppe nazionali | Coppe continentali | Coppe continentali | Coppe continentali | Altre coppe | Altre coppe | Altre coppe | Totale | Totale | Totale |
| Stagione           | Squadra            | Comp               | Pres       | Reti       | Comp            | Pres            | Reti            | Comp               | Pres               | Reti               | Comp        | Pres        | Reti        | Pres   | Reti   |        |
| ------------------ | ------------------ | ------------------ | ---------- | ---------- | --------------- | --------------- | --------------- | ------------------ | ------------------ | ------------------ | ----------- | ----------- | ----------- | ------ | ------ | ------ |
| 2012               | Mogi Mirim         | D+PAU              | 12+18      | 4+5        | CB              | 0               | 0               | RS                 | 0                  | 0                  |             | -           | -           | 30     | 9      |        |
| 2013               | Mogi Mirim         | C+PAU              | 0+19       | 0+8        | CB              | 0               | 0               |                    | -                  | -                  |             | -           | -           | 19     | 8      |        |
| Totale Mogi Mirim  | Totale Mogi Mirim  | Totale Mogi Mirim  | 49         | 17         |                 | -               | -               |                    | -                  | -                  |             | -           | -           | 49     | 17     |        |
| mag.-giu. 2013     | San Paolo          | A+PAU              | 4+0        | 0          | CB              | 0               | 0               |                    | -                  | -                  | SBC         | 1           | 0           | 5      | 0      |        |
| 2013               | Goiás              | A+GOI              | 16+0       | 3+0        | CB              | 4               | 1               |                    | -                  | -                  |             | -           | -           | 20     | 4      |        |
| 2014               | Coritiba           | A+PAR              | 6+5        | 0          | CB              | 3               | 1               |                    | -                  | -                  |             | -           | -           | 14     | 1      |        |
| 2014               | Ponte Preta        | B+PAU              | 22+0       | 4+0        | CB              | 4               | 0               |                    | -                  | -                  |             | -           | -           | 26     | 4      |        |
| 2015               | Ponte Preta        | A+PAU              | 8+14       | 0+2        | CB              | 0               | 0               |                    | -                  | -                  |             | -           | -           | 22     | 2      |        |
| Totale Ponte Preta | Totale Ponte Preta | Totale Ponte Preta | 44         | 6          |                 | 4               | 0               |                    | -                  | -                  |             | -           | -           | 48     | 6      |        |
| 2015               | Paysandu           | B+PAE              | 11+0       | 0          | CB              | 0               | 0               |                    | -                  | -                  |             | -           | -           | 11     | 0      |        |
| 2016               | Ceará              | B+CEA              | 3+4        | 1+0        | CB              | 2               | 0               |                    | -                  | -                  | CDN         | 2           | 0           | 11     | 1      |        |
| 2016-2017          | Adanaspor          | SL                 | 29         | 7          | TK              | 1               | 1               |                    | -                  | -                  |             | -           | -           | 30     | 8      |        |
| Totale carriera    | Totale carriera    | Totale carriera    | 171        | 34         |                 | 14              | 3               |                    | -                  | -                  |             | 3           | 0           | 188    | 37     |        |